# Der Bozen-Krimi: Mein ist die Rache
Mein ist die Rache ist ein deutscher Kriminalfilm von Josh Broecker aus dem Jahr 2024 und der 19. Film der ARD-Kriminalfilmreihe Der Bozen-Krimi. Die Erstausstrahlung im Deutschen Fernsehen erfolgte am 14. März 2024 als Donnerstagskrimi auf Das Erste.

## Handlung
Commissario Capo Sonja Schwarz und ihr Kollege Commissario Jonas Kerschbaumer sowie die Gerichtsmedizinerin Felicitas werden in das italienische Dorf Kemmern geschickt, wo sie auf die Leiche der 15-jährigen Lisa Brandl treffen. Bevor die Ermittlungen von Schwarz und Kerschbaumer richtig beginnen, steht für den Vater der Toten und der eingeschworenen Dorfgemeinschaft der Mörder an der Jugendlichen fest. Der 25-jährige Lukas Gamper, mit dem sich Lisa regelmäßig heimlich getroffen hatte, soll sie getötet haben. Die Ermittlungen nehmen einen anderen Ansatz auf, als die beiden Kommissare mit Mariella Colombo Verstärkung aus Treviso bekommen, die von einem ähnlichen Fall, bei dem ein 15-Jähriger auf fast identische Weise ums Leben gekommen, berichtet. Es besteht ein Zusammenhang zwischen den beiden Fällen, jedoch bedroht Brandl mit den Dorfbewohnern Lukas und dessen Großvater auf deren Hof, wobei der Vater schwerverletzt wird.

## Hintergrund
Die Dreharbeiten zu Der Bozen-Krimi: Mein ist die Rache fanden zeitgleich mit der nachfolgenden Episode Geheime Bruderschaft im Zeitraum vom 9. Mai 2023 bis zum 13. Juli 2023 in Bozen, Trentino-Südtirol und näherer sowie weiterer Umgebung statt.

## Einschaltquoten
Bei der Erstausstrahlung von Der Bozen-Krimi – Mein ist die Rache am 14. März 2024 verfolgten in Deutschland insgesamt 7,22 Millionen Zuschauer die Filmhandlung, was einem Marktanteil von 28,3 Prozent für Das Erste entsprach. In der als Hauptzielgruppe für Fernsehwerbung deklarierten Altersgruppe von 14–49 Jahren erreichte Mein ist die Rache laut AGF Videoforschung einen Marktanteil von 6,7 Prozent.

## Produktion
Die Produktion erfolgte durch die Merfee Film- und Fernsehproduktion GmbH in Zusammenarbeit mit der Albolina Film GmbH, die als Serviceproduktionsfirma in Italien tätig war. Die Dreharbeiten wurden vom 9. Mai bis zum 13. Juli 2023 unter dem Arbeitstitel Auferstanden von den Toten durchgeführt. Als Drehorte dienten das Trentino-Südtirol, insbesondere Bozen und dessen Umgebung.
Die Bildgestaltung übernahm Wolf Siegelmann. Die Musik komponierten Fabian Römer und Steffen Kaltschmid. Die Redaktion für die ARD Degeto lag bei Claudia Luzius, Patrick Noel Simon und Katja Kirchen.